# Yolanda González Martín

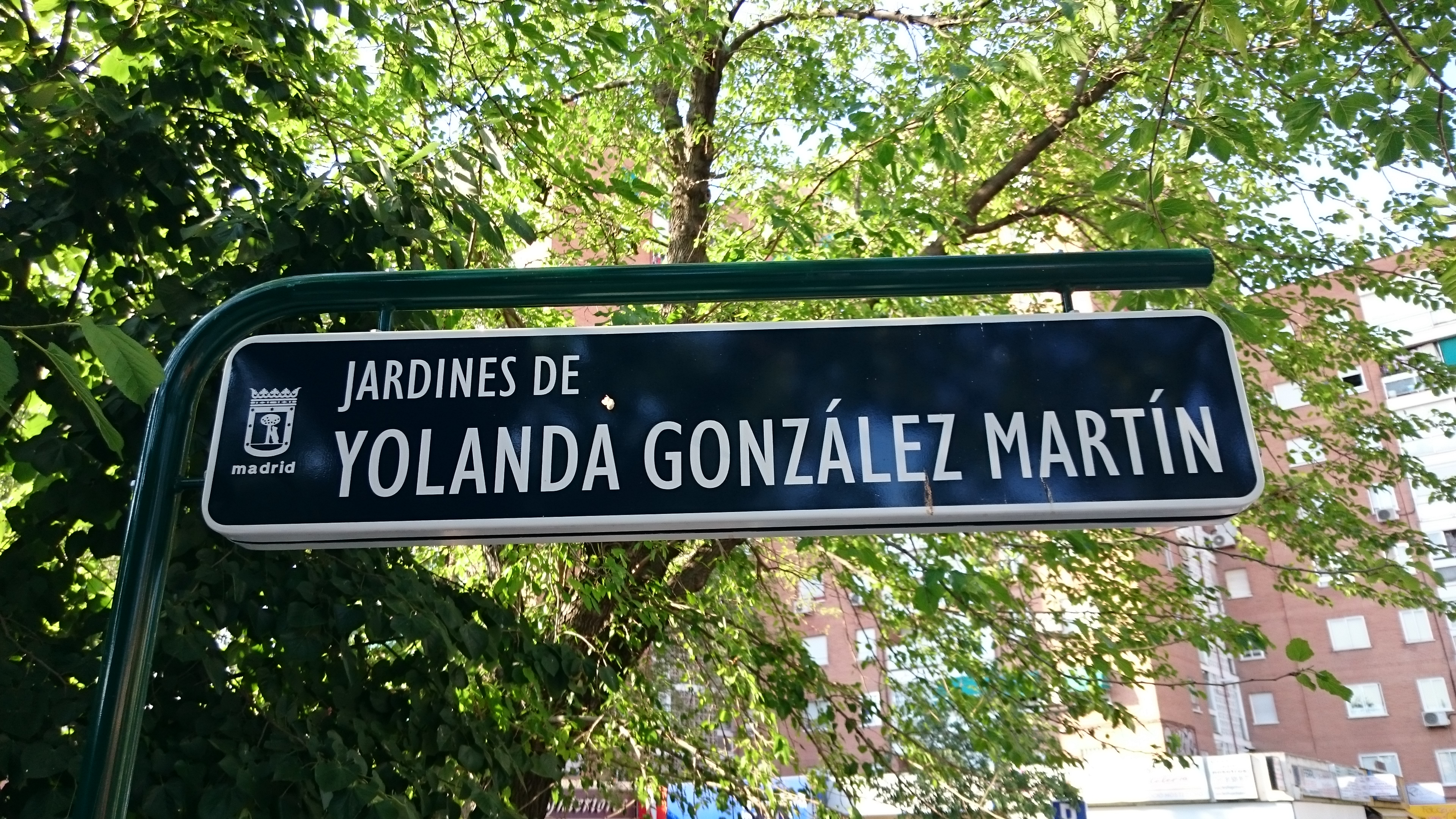
Jardins de Yolanda Gonzalez à Madrid.

Yolanda González Martín, née le 20 janvier 1961 à Bilbao et assassinée par le groupe d'extrême droite Batallón Vasco Español le 1er février 1980 à Madrid, est une étudiante espagnole et militante d'extrême gauche.
Elle faisait partie d'un parti trotskiste, le Parti socialiste des travailleurs, scission de la Ligue communiste révolutionnaire.
Le principal responsable de son assassinat, Emilio Hellín Moro, a été condamné à 43 ans de prison. Il parvient à prendre la fuite après seulement sept ans d'emprisonnement.